# Maassluis
Maassluis est une ville et commune néerlandaise comptant environ 34 320 habitants (2022), située en province de Hollande-Méridionale.

## Personnalités liées à la ville
- Jan de Haas, pasteur de rue, y est né.
- Irma Hartog, actrice, y est née.

## Galerie

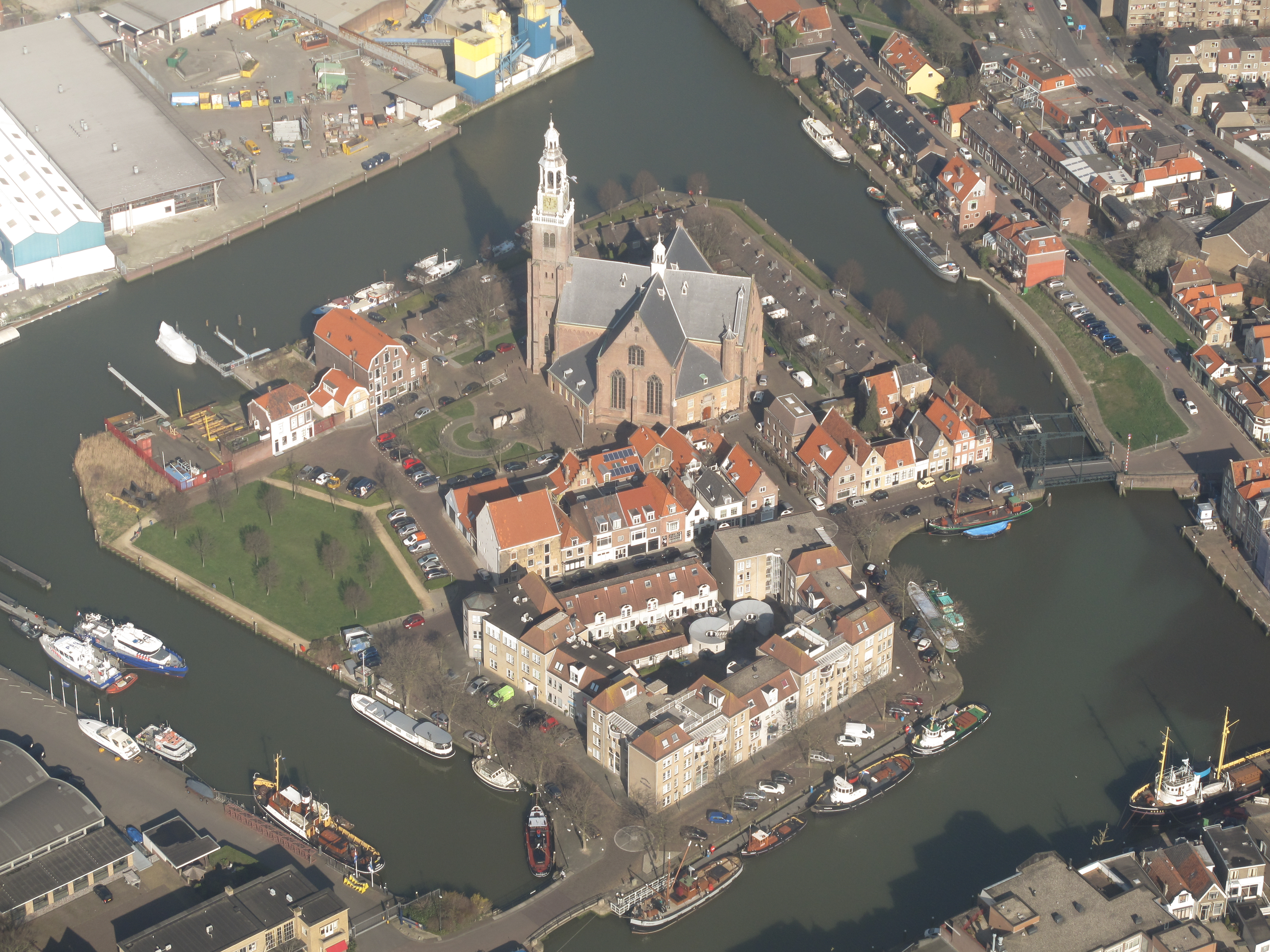
Kerkeiland (l'île de l'église) avec de Groote Kerk.
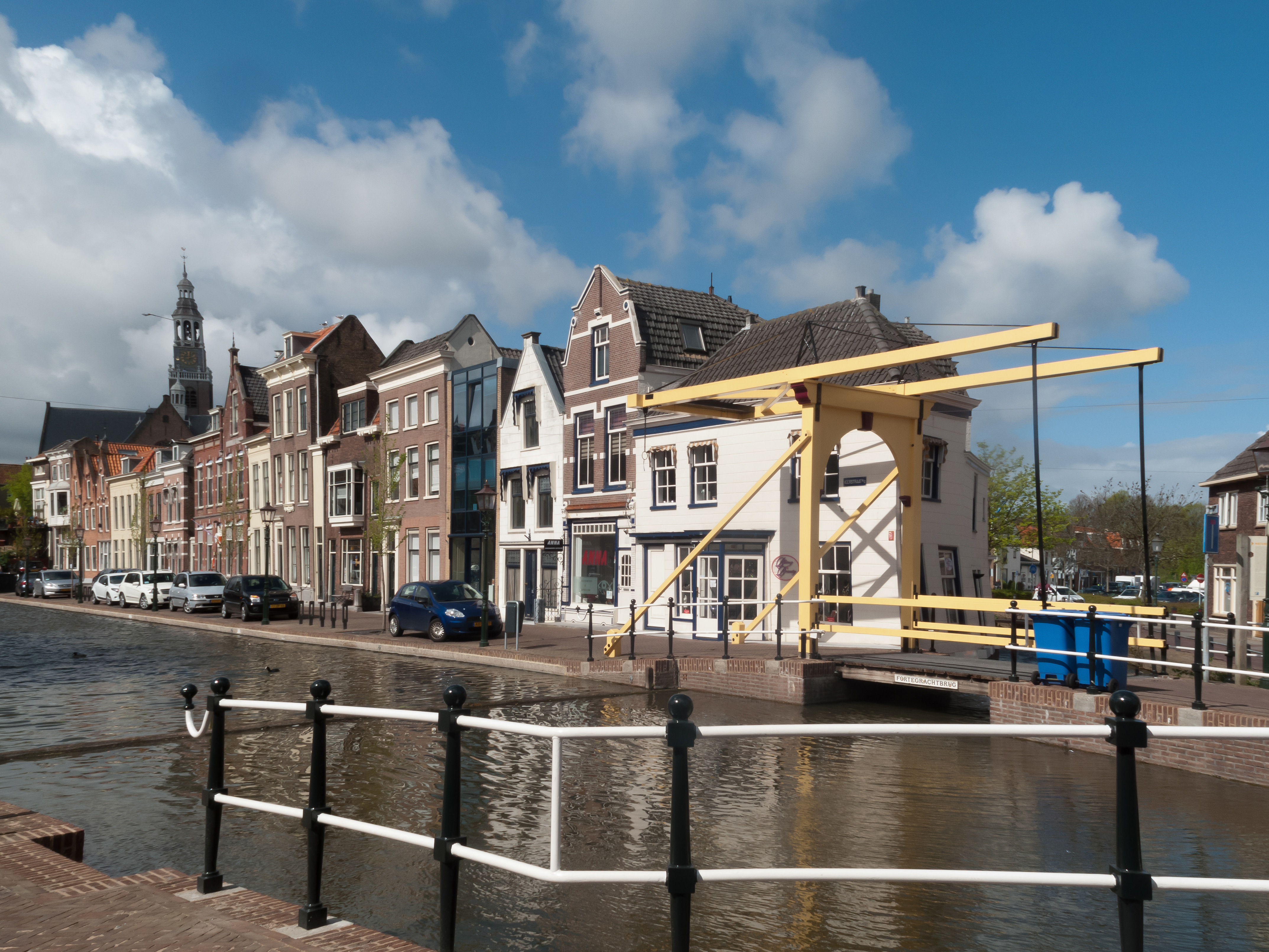
Le pont (de Fortegrachtbrug).
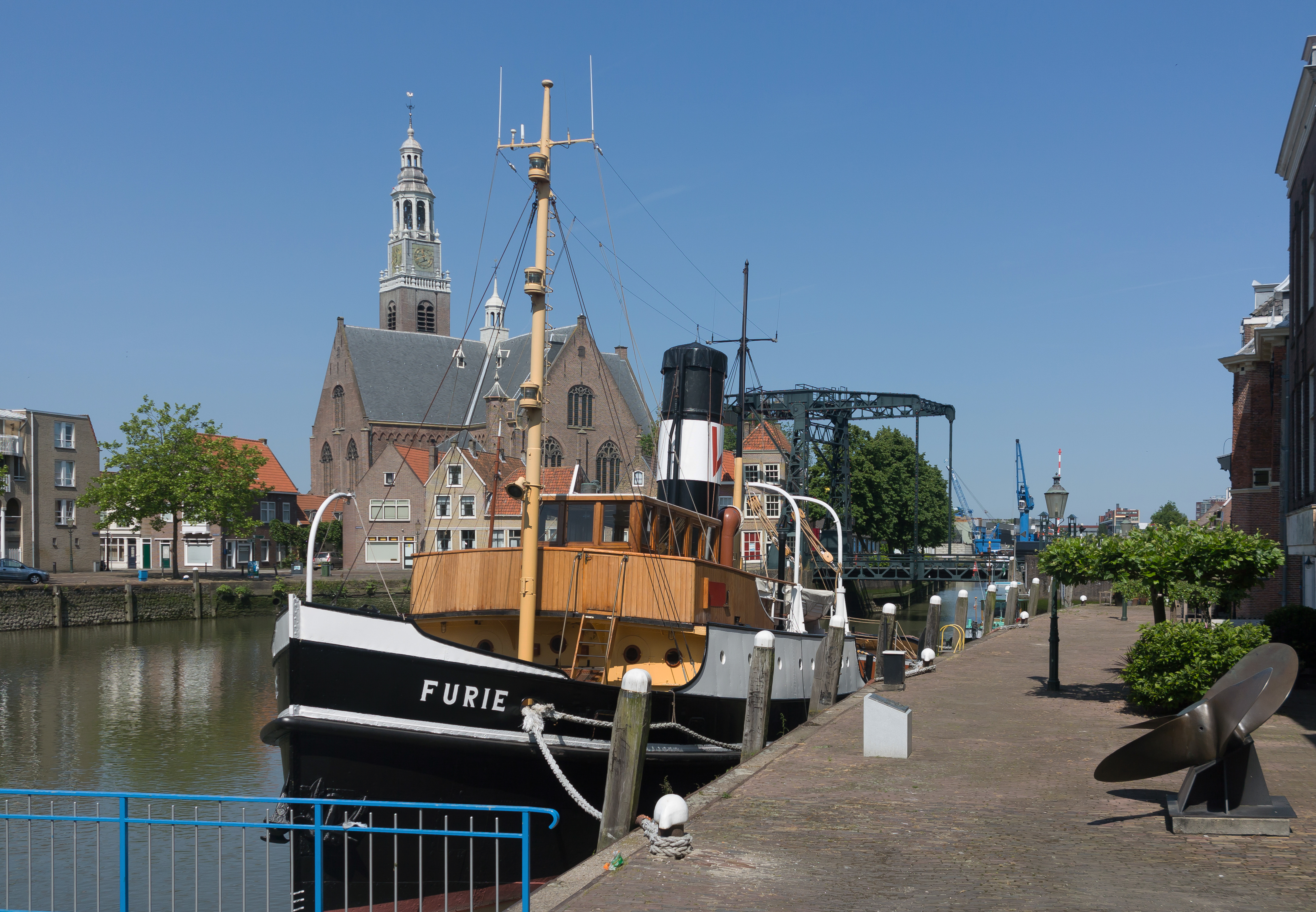
Le remorqueur (de Furie) avec l'église (de Groote Kerk).
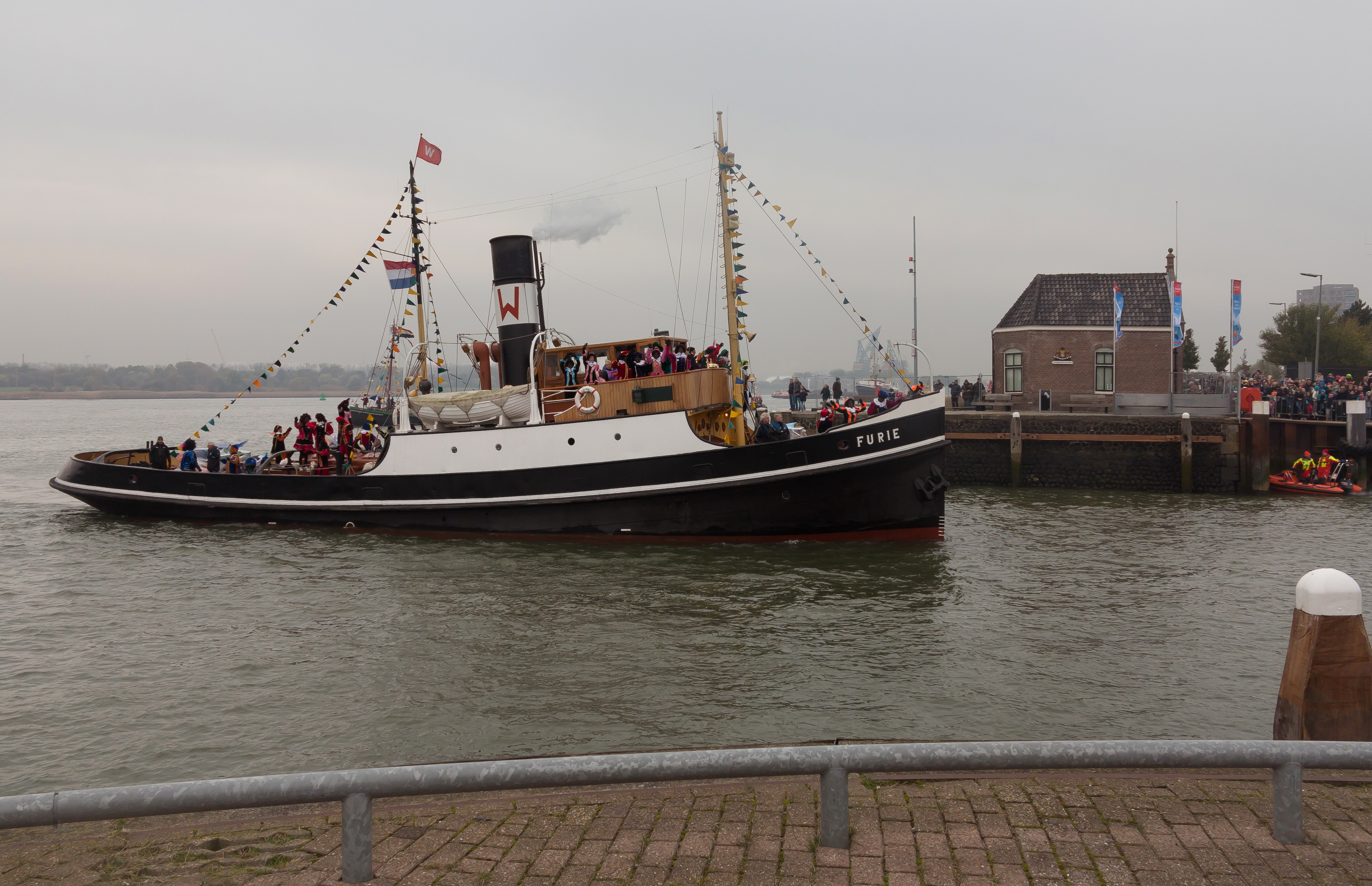
Le remorqueur (de Furie) pendant l'entrée nationale de Saint-Nicolas.
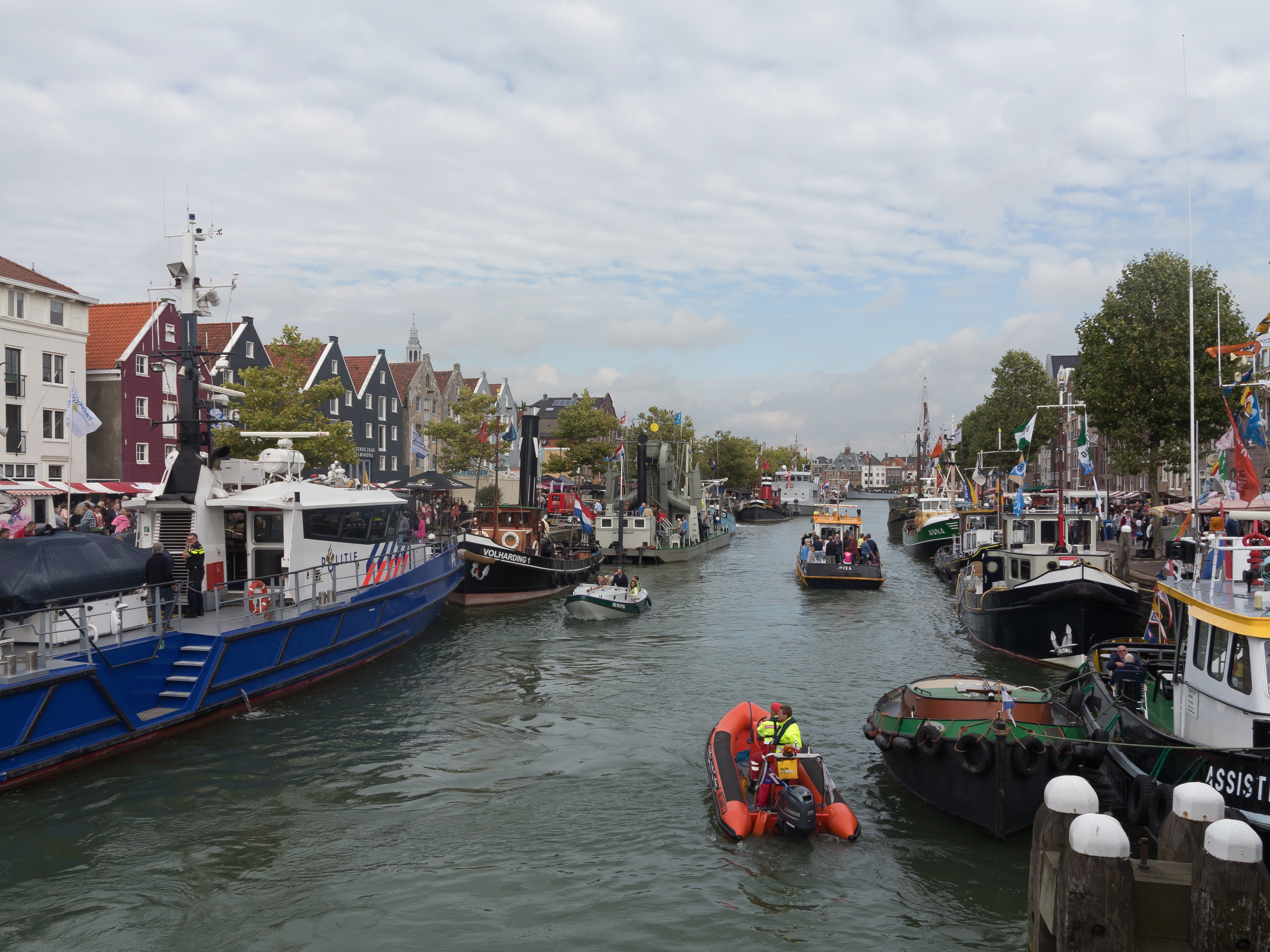
Vue du pont pendant la Furieade.
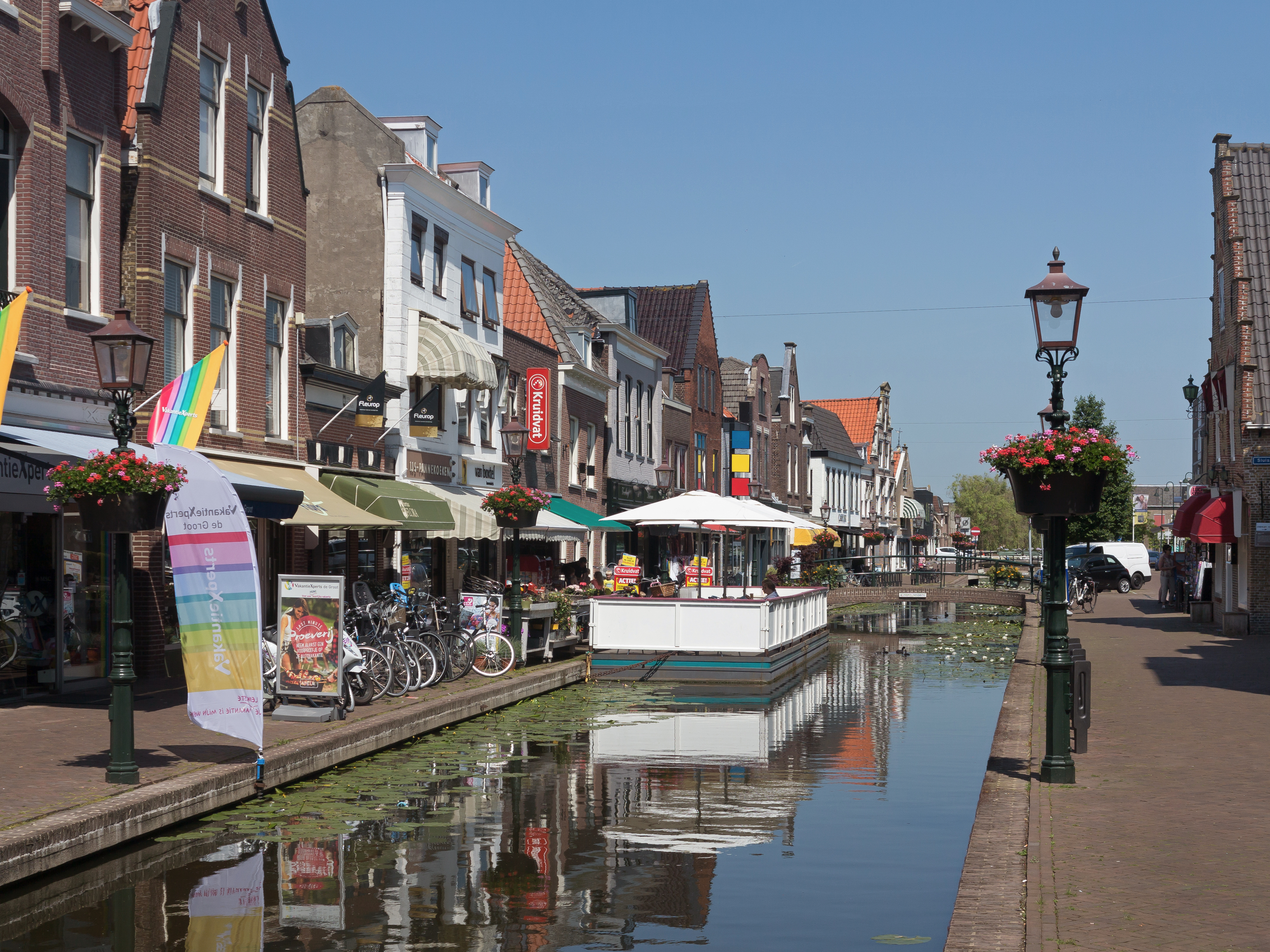
Vue dans la rue : la Doctor Kuyperkade.
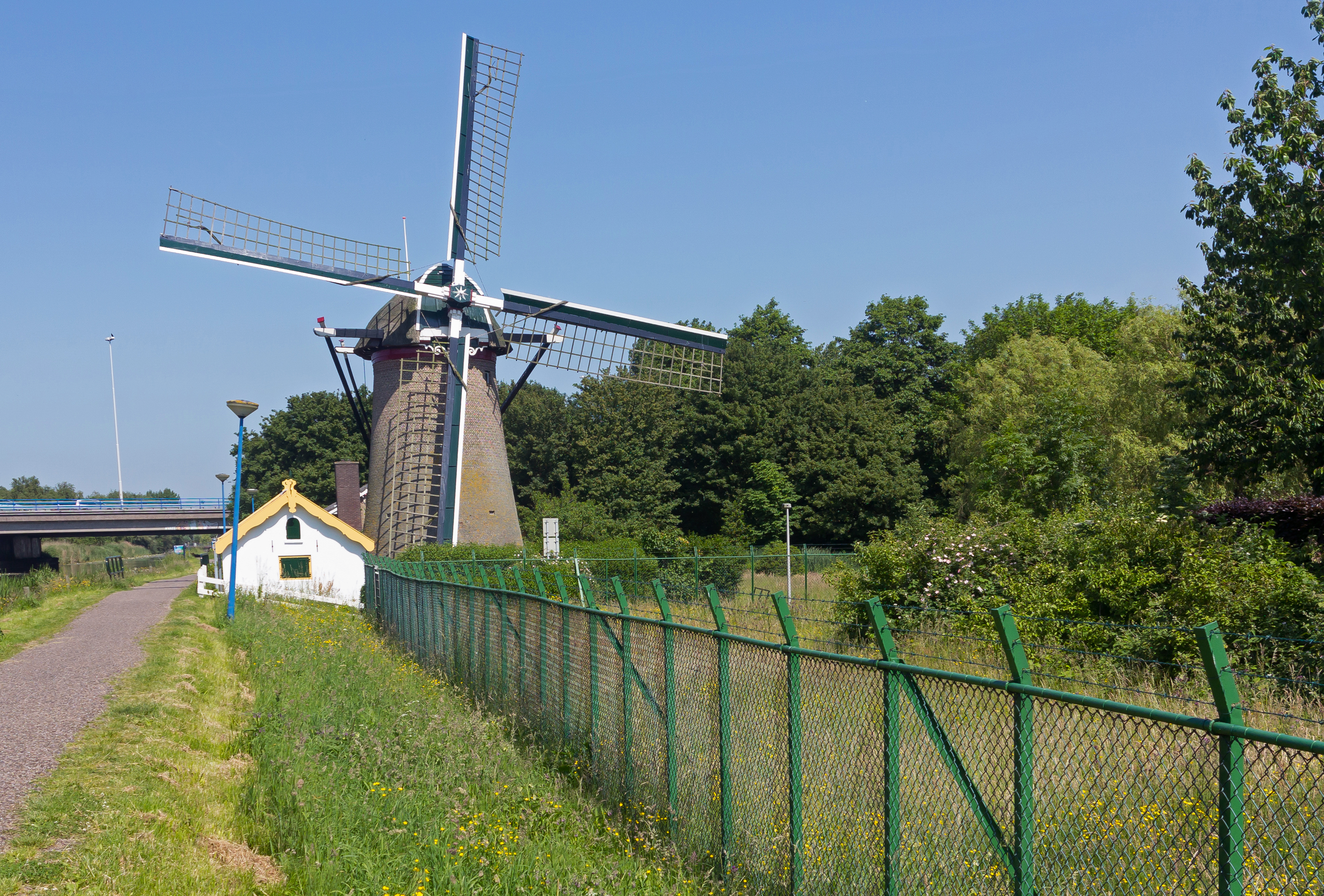
Le moulin : de Wippersmolen.
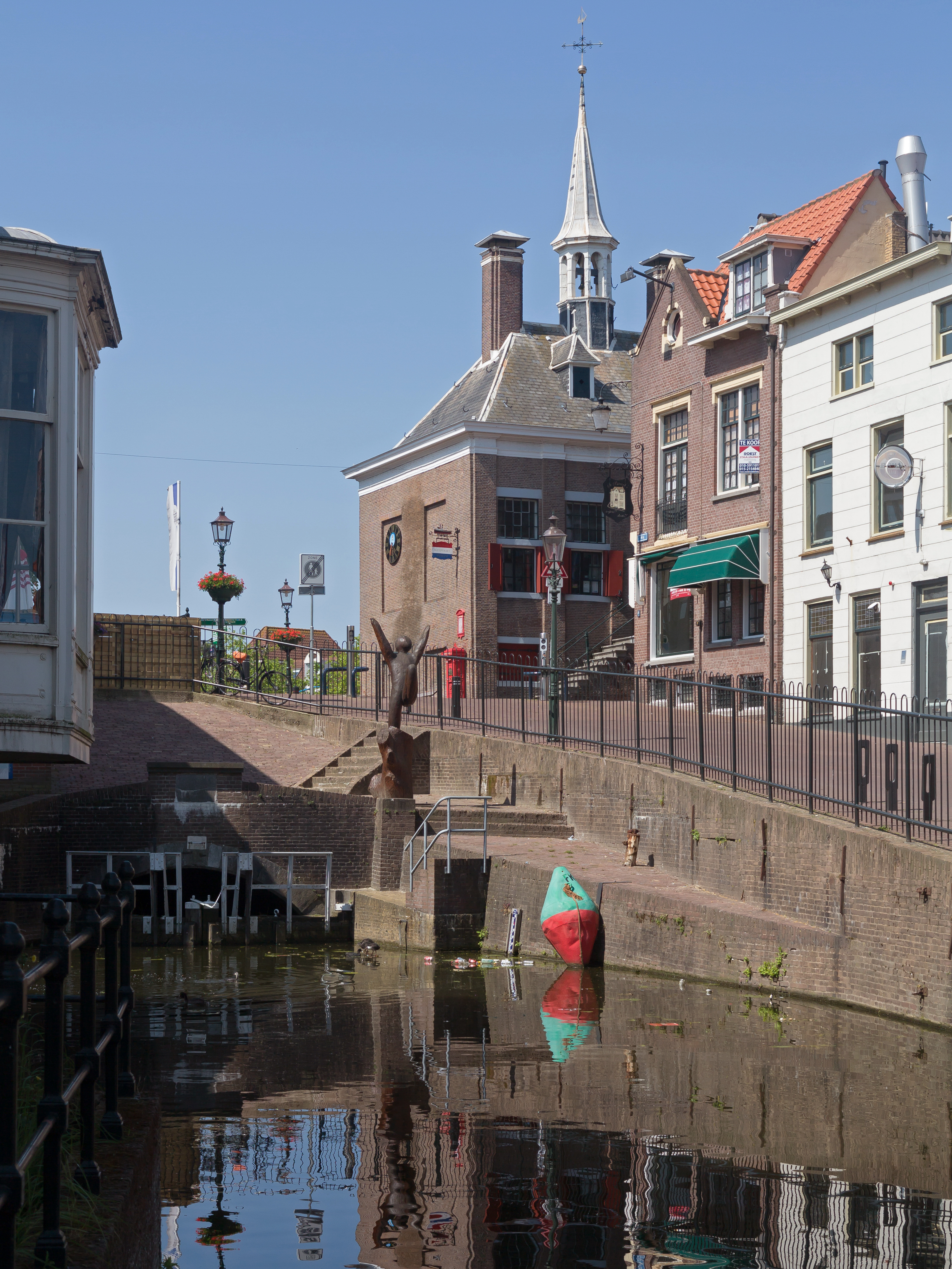
Vue dans la rue : de Wip.
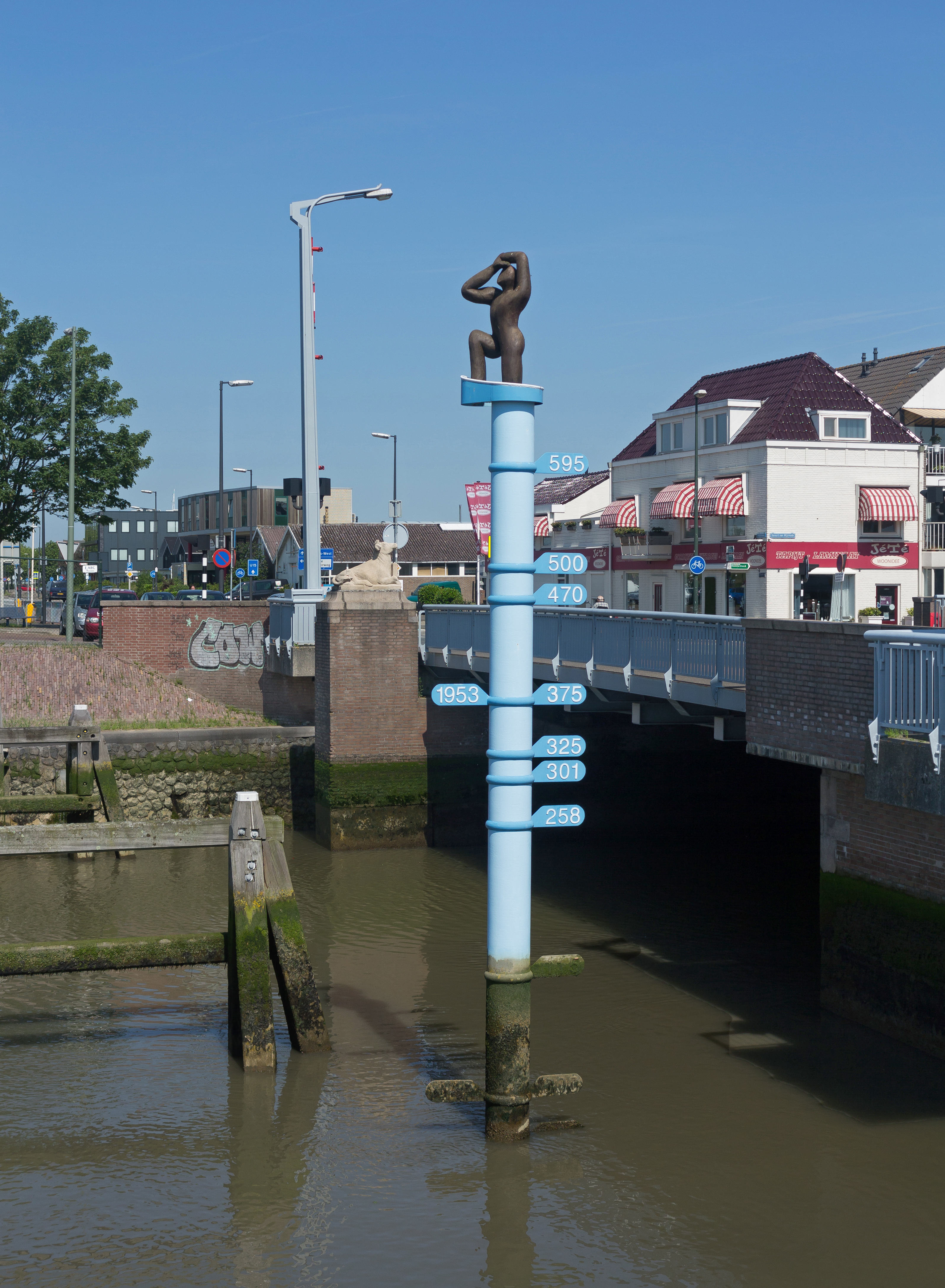
Le poteau en bois pour le flot.
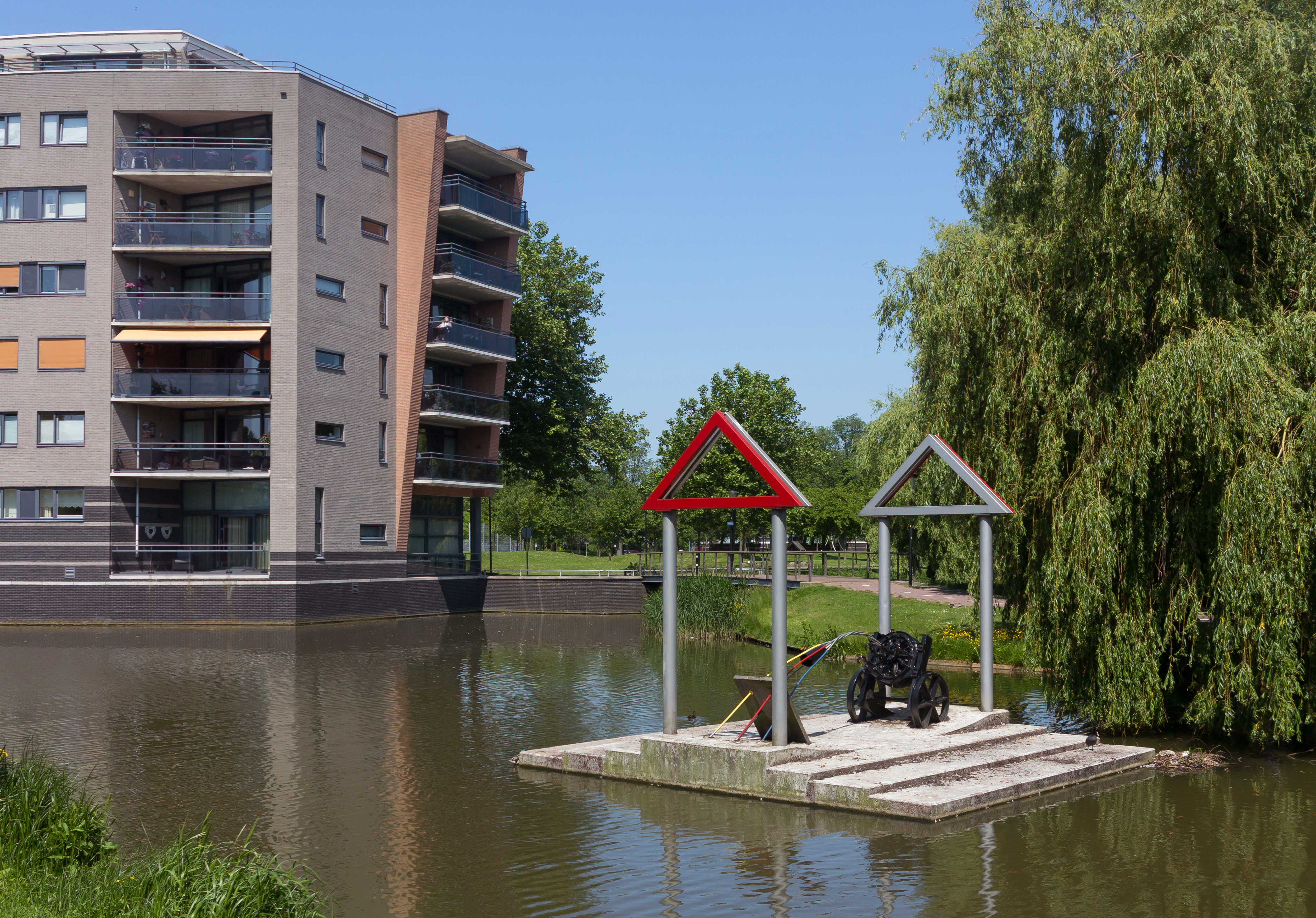
L'oeuvre, flottant sur un radeau.
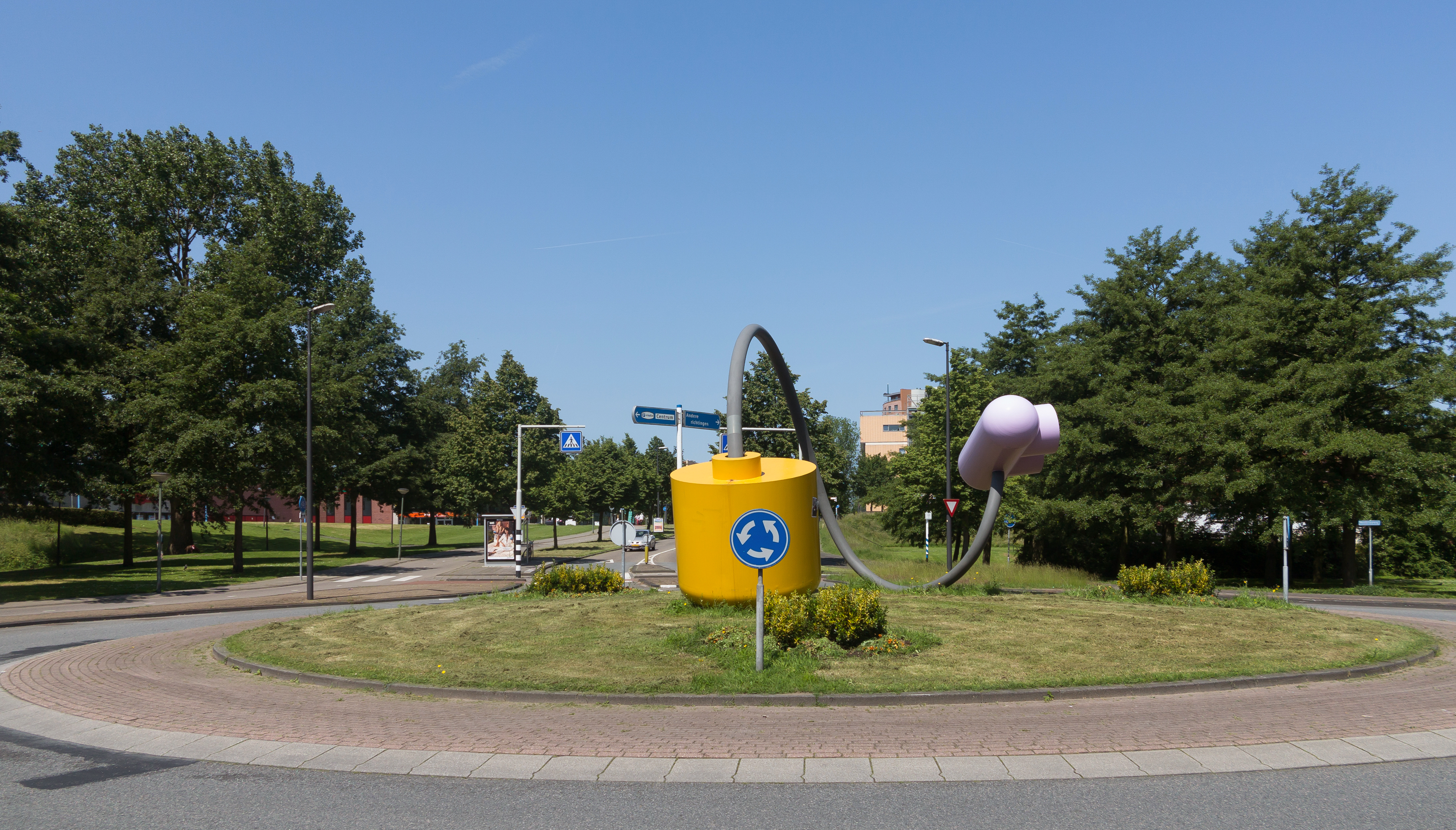
La sculpture (de Calypso).
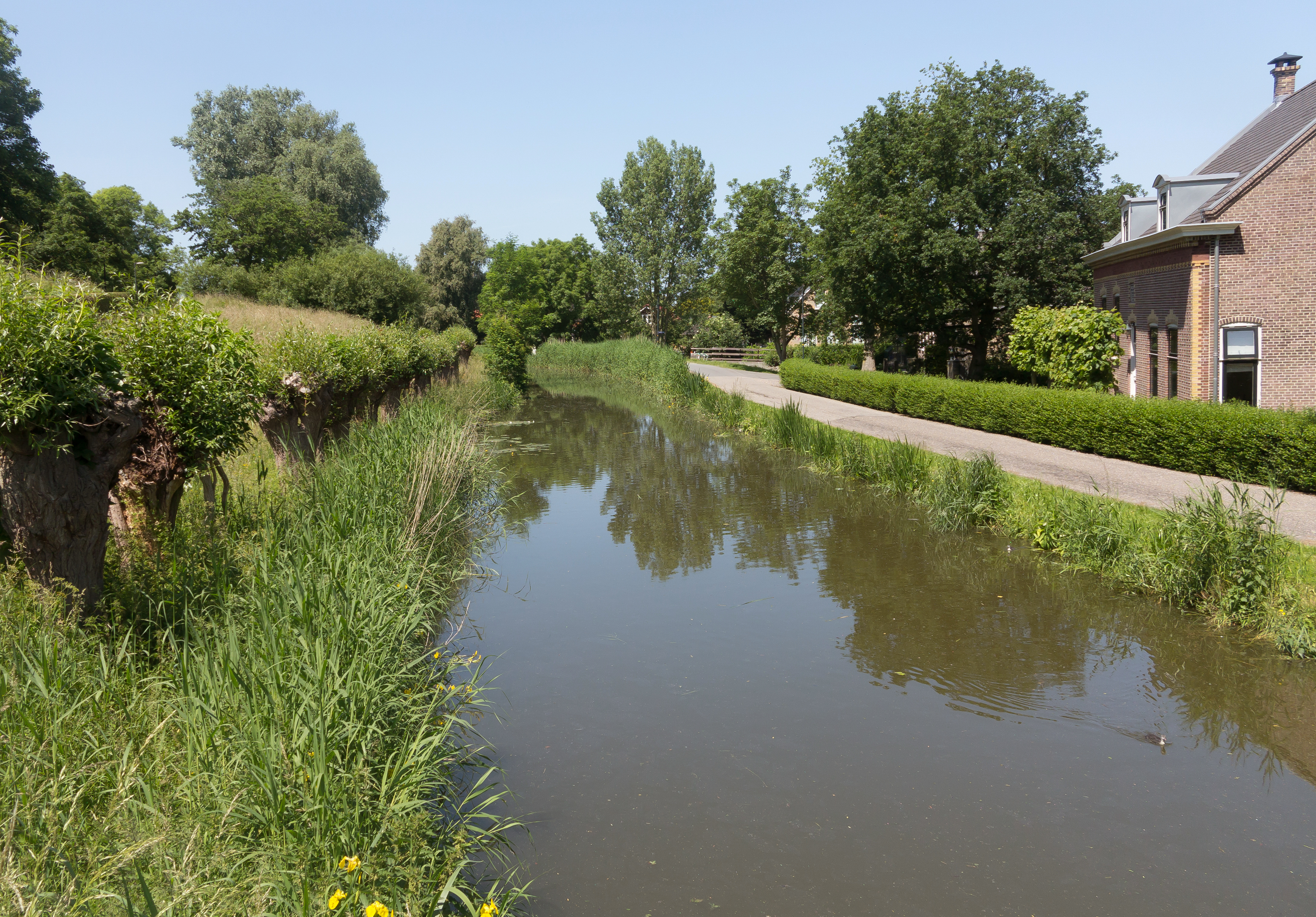
Vue dans la rue de Weverskade.